# Občanská válka ve Rwandě

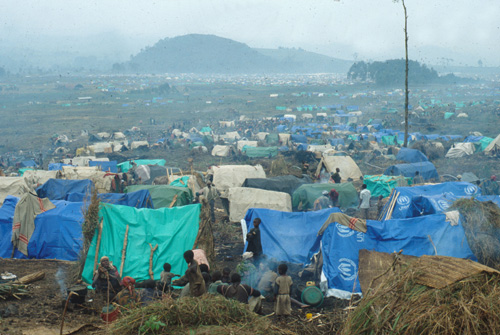
Uprchlický tábor v Zairu v roce 1994

Občanská válka ve Rwandě byl konflikt mezi vládnoucími příslušníky kmene Hutu a menšinovým kmenem Tutsiů, který tvořil zhruba 14 % celkové populace Rwandy, táhnoucí se dlouhé roky v historii Rwandy a Burundi. Konflikt začal příchodem bojovníků Rwandské vlastenecké fronty do Rwandy v říjnu 1990 a oficiálně skončil v srpnu 1993 podepsáním mírové smlouvy z Aruše. V zemi však nenastal klid a krátce poté se rozhořelo pokračování konfliktu, který vstoupil do dějin jako jedna z největších genocid moderních dějin.

## Příčiny války
Kořeny konfliktu mezi kmeny Hutu a Tutsi sahají až do koloniální éry. Rwanda společně s Burundi a Zairem byla součástí belgického koloniálního panství. Belgické úřady dosazovaly Tutsie na významné úřady koloniální správy, a z příslušníků kmene Hutu se tak stali lidé druhé kategorie. Po druhé světové válce se začal kmen Hutu, který měl v zemi většinu, proti této politice bouřit a od roku 1959 začalo docházet k pravidelným útoků na tutsijské civilisty. Po odchodu koloniálních úřadů v roce 1962 Belgičané obrátili a začali podporovat kmen Hutu. Kmen Hutu se nakonec při převratu chopil moci. Původní monarchie s králem Kigelim V. byla zrušena a nastolena byla republika s dominancí Hutů. Prvních dvacet let nezávislosti ale Rwandu i nadále provázelo napětí, etnické střety a násilné vysídlování Tutsiů.
Další vlna násilí přišla v roce 1990 se zhoršující se ekonomickou situací země a nedostatkem jídla. Francie začala vyvíjet tlak na rwandskou vládu, aby provedla demokratické reformy. Mnoho obyvatel na tento apel slyšelo a vzniklo demokratické hnutí. První protesty začaly v létě 1990. Nejvýznamnějším faktorem byl ale návrat emigrantů z kmene Tutsi ze sousední Ugandy, kteří po nastolení republiky v roce 1962 opustili zemi. Uganda přijala v roce 1990 zákon, který zakazoval příslušníkům neugandských národů vlastnit půdu. Následně se zvedla velká vlna zpětné migrace Tutsiů do své původní vlasti. Emigranti po třiceti letech ztratili spojení s Rwandou a mluvili už pouze anglicky a ne francouzsky jako obyvatelé Rwandy. Přesto se domáhali práva uznání sebe sama jako Rwanďanů a práva žít v této zemi. Představitelé emigrantů vytvořili velký tlak na prezidenta Juvénala Habyarimanu, aby návrat Tutsiů oficiálně umožnil. Hlavní silou tutsijských emigrantů byla Rwandská vlastenecká fronta (RPF), kterou vedl generál Fred Rwigema.
Pod tíhou těchto událostí svolil prezident k provedení demokratických reforem a ke vzniku Národně politické charty, která měla smířit Huty s Tutsii. Přípravy na změny se ale neustále prodlužovaly až RPF došla trpělivost a zaútočila se svými jednotkami.

### Rwandská vlastenecká fronta
Rwandská vlastenecká fronta byla vytvořena v prosinci 1987 jako nástupce Rwandské aliance pro národní jednotu (RANU). Hlavním cílem organizace bylo zařídit návrat Tutsiů do vlasti, a to i v případě použití síly. Následně měla v plánu zavést národní jednotu a demokracii. RPF byla složena hlavně z potomků emigrantů z roku 1962. Přes 4 000 vojáků bylo trénováno ugandskou armádou a mnozí z nich měli bojové zkušenosti z Ugandské občanské války (1981–1986).

## Průběh války

### Invaze RPF
Ve 14:30 místního času 1. října 1990 překročily první jednotky RPF hranici mezi Ugandou a Rwandou. Rebelové byli materiálně podporováni ugandskou vládou, pro kterou invaze představovala řešení problémů s Tutsii na západě země. Zpočátku RPF těžila z momentu překvapení a rychle postupovala do nitra Rwandy. Rwandská vládní vojska však byla početně silnější a měla k dispozici zbraně a helikoptéry z Francie. Třetího dne invaze byl zabit hlavní velitel vojsk RPF Fred Rwigema. Nakonec se ofenzíva zcela zastavila, když sousední Zair a Francie provedli intervenci do země za účelem podpořit místní vládu. Francouzská armáda operovala ze své základny ve Středoafrické republice a dodávala vládnímu vojsku jak výzbroj, tak i finanční prostředky. Do konfliktu se zapojilo několik francouzských parašutistických pluků. Francie zásobovala rwandskou vládu s cílem vytvořit ve Rwandě svoji sféru vlivu a vystřídat tak Belgii, která odmítla zásobovat rwandskou armádu kvůli porušování mezinárodních zákonů.
Dne 7. října přešla vládní vojska do protiofenzivy. Jednotky vzbouřenců, které byly připraveny pouze na krátkodobý konflikt, neměly vybavení pro dlouhotrvající válku. Zpátky z USA byl povolán Paul Kagame, který se stal velitelem RPF ,ale se situace vojska dále zhoršovala. Dne 23. října byli její velitelé RPF Peter Bayingana a Chris Bunyenyezi zajati ugandskými jednotkami a převezeni do Ugandy k soudu, kde byli obviněni z vraždy bývalého velitele RPF Rwigemy. Nakonec byly jednotky vzbouřenců zatlačeny do národního parku Akagera na severovýchodě země. Francouzská armáda objevila pozice jednotek v parku a plánovala definitivní zničení armády RPF pomocí vládního vojska.

### Reorganizace RPF
Po příjezdu Paula Kagameho do Rwandy došlo k přeskupení jednotek RPF a jejich přechodu k guerrilovému typu boje na severu země. Mezitím povolila Uganda na jednu noc přechod jednotek RPF zpátky na své území. To stačilo Kagamemu, aby zbývající jednotky vzbouřenců (z nichž zbylo pouze 2 000 bojovníků) po dlouhém nočním pochodu dorazily do Virunganských hor. Zde byly zbylé jednotky v bezpečí před útokem rwandské armády a strávily přes dva měsíce bez jakýkoliv střetů. Na druhou stranu bezpečnost byla vykoupena velice mrazivým klimatem, které někteří vojáci zaplatili životem. Během těchto dvou měsíců provedl Kagame velkou reorganizací armády a doplnil svoje jednotky o nově přicházející tutsijské emigranty z Burundi, Tanzanie, Zaire, USA a Evropy. Na počátku roku 1991 měl už k dispozici 5 000 vojáků a v roce 1992 přesáhl jejich počet 12 000. V průběhu rwandské genocidy v roce 1994 po ukončení občanské války čítala armáda už 25 000 vojáků.

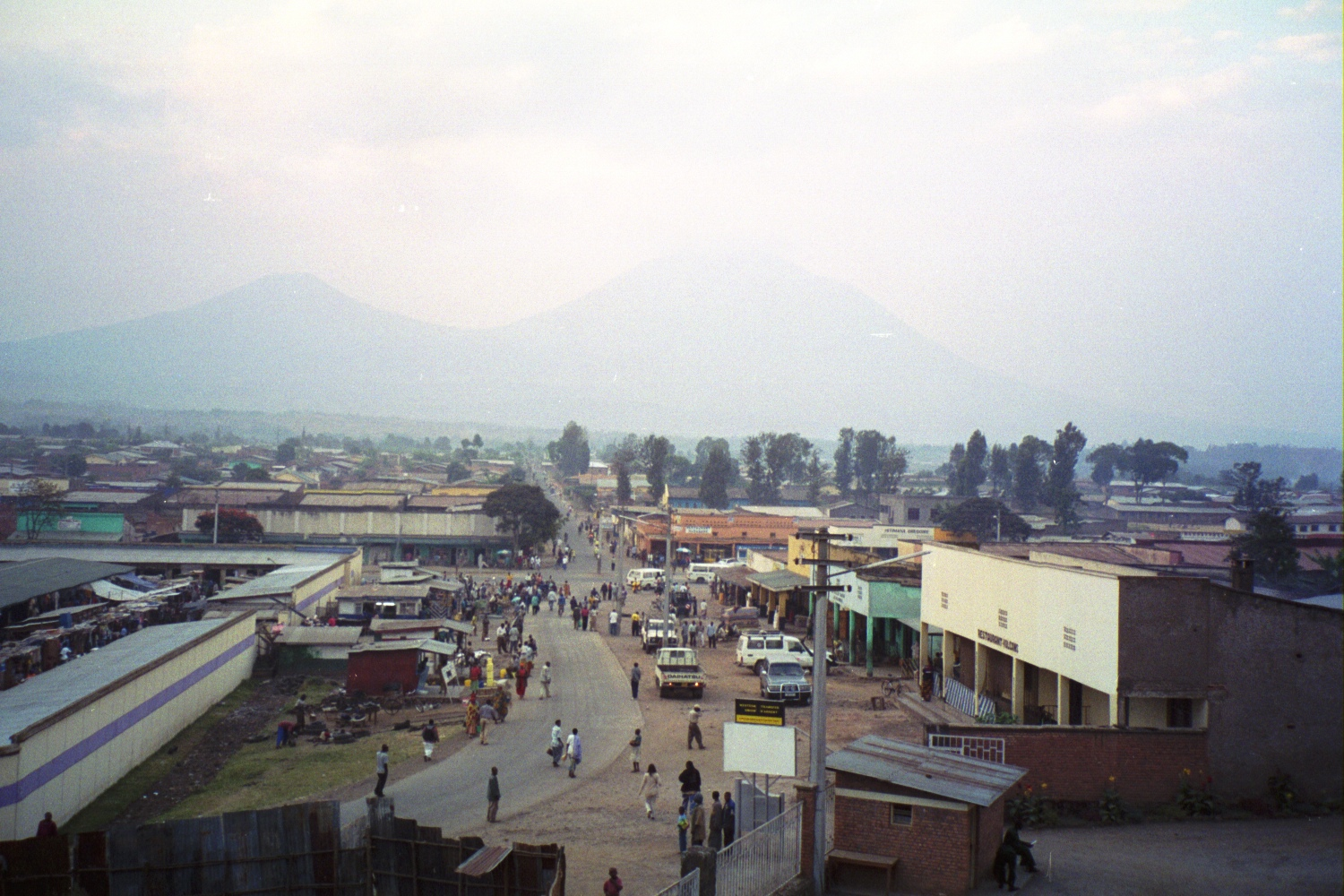
Město Ruhengeri, v Virunganských horách

### Guerillová válka
V lednu 1991 začala občanská válka nanovo. RPF úspěšně zaútočila na město Ruhengeri v podhůří Virunganských hor, které bylo vnímáno jako pevnost vládních vojsk. RPF využila momentu překvapení a obsadila město na jeden den. Během pobytu ve městě vzbouřenci vybrali všechny sklady zbraní ve městě a osvobodila politické vězně z místního vězení. Útok sám o sobě větší vojenskou váhu neměl, ale v celé Rwandě vytvořil atmosféru strachu z obnovení bojů. Povstalci pokračovali úspěšně v guerillové válce dál, ale boje velikostí z předchozího roku se už nekonaly. Proběhlo mnoho jednání o zastavení palby a nejvýznamnější je dohoda byla podepsána v Aruši 12. července 1992. Dohoda byla plněna oběma stranami až do února 1993.

### Plné obnovení bojů
Útok RPF začal 8. února 1993. Rebelové lehce obsadili město Ruhengeri a pokračovali rychle k hlavnímu městu. To vyvolalo paniku v Paříži a francouzská armáda poslala do oblasti několik stovek vojáků a munici pro vládní vojsko. Příchod francouzské armády rapidně změnil poměr sil. Povstalecká armáda se zastavila 20. února 1993 necelých 30 kilometrů před hlavním městem Rwandy Kigali a vyhlásila zastavení palby a následující měsíc se jednotky RPF začaly stahovat. Během těchto bojů opustilo svůj domov přes 1,5 miliónu lidí (převážně Hutů).
Mír ve Rwandě se tvořil těžce a velice pomalu. Jednou z podmínek RPF byla účast diplomatů RPF v národně politické chartě pro usmíření obou kmenů, která byla založena už před válkou. Na ochranu tutsijských diplomatů požadovala RPF jejich 600 – 1 000 vojáků v hlavním městě. Z jednání bylo jasné, že Tutsiové se chtějí chopit moci, jako tomu bylo za koloniální éry, a odstavit Huty od moci. Nastalo velké etnické napětí mezi Tutsii, za kterými stála RPF, a Huty, kteří inklinovali k vládě prezidenta Habyarimanovi.

## Boje v průběhu genocidy
Za začátek genocidy je považován 6. duben 1994, kdy bylo letadlo hutského prezident Habyarimana sestřeleno poblíž hlavního města. Na palubě přišel o život i prezident sousední Burundi Cyprien Ntaryamira. První podezření padlo logicky na tutsijské RPF. Po této události rozpoutaly Interahamwe a jednotky věrné prezidentovi nejhorší genocidu od holokaustu během druhé světové války. Vraždění trvalo tři měsíce a během něho přišlo o život podle RPF 937 000 Tutsiů a umírněných Hutů (zavražděna byla celá pětina obyvatelstva Rwandy).
Dne 7. dubna 1994 došlo velitelům RPF, co se děje, a začali s ozbrojeným odporem. Jednotky umístěné v hlavním městě se snažily probojovat z města ven na sever a spojit se s hlavní částí armády. Na severu se jednotky RPF rozdělily do tří hlavních proudů. Jeden zaútočil blízkosti města Ruhengeri, druhý postupoval podél východní hranice do Kibunga. Poslední část armády vyrazila přímo na hlavní město, kterého dosáhla 11. dubna a začala ho obkličovat. Vláda před boji uprchla do města Gitarama na západ od hlavního města. RPF, která ovládala východní, severní a jižní předměstí Kigali, se vrhla do hlavního boje v půlce května. Ostré boje se odehrávaly celý červen a na začátku července. Nakonec 3. července se začaly vládní jednotky stahovat z města. Skoro tříměsíční bitva o město skončila vítězstvím RPF.
Další rána pro vládní vojska po ztrátě hlavního města byla intervence Francie pod mandátem OSN. Francouzi v operaci zvané "Opération Turquoise" obsadili rozlehlou část jihozápadní Rwandy zhruba vymezené městy Cyangugu – Kibuye – Gikongoro. Odřízli tak poslední únikovou cestu ustupujícímu vládnímu vojsku z Kigali. Na více než pětině Rwandy vytvořili Francouzi tzv. bezpečnou zónu a dohlíželi na dodržování mezinárodního práva. Oblast vešla ve známost jako Zóna Turquoise.
Poslední města, které vládní vojska ovládala, byly na severu země Ruhengeri a Gisenyi. Ty padly do rukou RPF 13. respektive 18. července. Zóna Turquoise byla předána Francouzi pod správu RPF 21. srpna 1994. Tímto aktem získala RPF kontrolu nad celou zemí.

## Poválečný vývoj

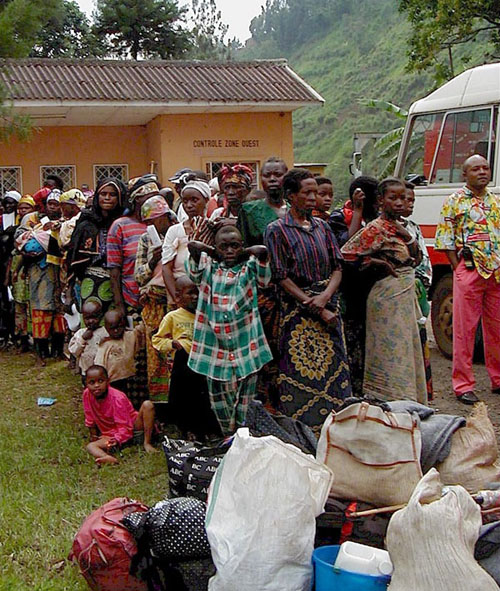
Civilisté čekající na překročení DRC-Rwandské hranice (2001)

Občanská válka skončila vítězstvím RPF ovládané Tutsii a zbývající Tutsiové se mohli vrátit z okolních zemí domů. Na druhou stranu kolem dvou miliónů Hutů opustilo Rwandu ze strachu před tutsijskou odplatou za genocidu. Hutové uprchli do sousedních Burundi, Tanzanie, Ugandy a velká část se uchýlila do Zairu. Převážně tam se začaly formovat ozbrojené jednotky Hutů, které byly připraveny bojovat proti nově zformované tutsijské vládě. Jednotky Hutů v Zairu nakonec vytvořily uskupení jménem Armáda pro osvobození Rwandy.
Tutsijská vláda ze strachu před invazí hutských povstalců ze Zairu se začala v zemi vojensky angažovat od roku 1996. Podporovala uskupení zvané Aliance demokratických sil za osvobození Konga (AFDL) vedené protivládním rebelem Laurentem Désiré Kabilou. Rwandská armáda a AFDL s podporou Ugandy zlikvidovala sice hutské základny při hranicích, Hutové se ale stáhli do vnitrozemí a AFDL se spojenci je pronásledovala. Začal nový ozbrojený konflikt, který vstoupil do dějin jako První válka v Kongu. Nakonec konflikt skončil zhroucením vládního režimu Zairu v roce 1997 a Laurent-Désiré Kabila se stal novým prezidentem.
Ani tak nenastal v oblasti klid. V roce 1998 se Kabila odvrátil od svých bývalých spojenců Rwandy a Ugandy a uzavřel spojenectví s Republikánským hnutím za demokracii ve Rwandě, což byla nástupnická organizace hutské Armády za osvobození Rwandy. Rwanda dlouho neotálela a začala podporovat proti svému bývalému spojenci Konžské shromáždění za demokracii které vedlo boj proti nově zformované vládě. Válka se rozhořela nanovo a je známa jako Druhá válka v Kongu. Boje trvaly až do roku 2001, kdy byl prezident Kabila zabit. Na následných jednáních v roce 2002 Rwanda souhlasila se stažením svých jednotek z Demokratické republiky Kongo (přejmenovaný Zair) za podmínky, že budou hutské jednotky odzbrojeny. Oficiálně byly boje ukončeny roku 2003.
Poslední jednotky Hutů zůstaly na východě Konga. Sice nejsou dostatečně silné, aby ohrožovaly samotnou Rwandu, ale destabilizují hranici mezi Kongem a Rwandou. Na druhou stranu milice podporované Rwandou a Ugandou vytvářejí nestabilitu v konžském severovýchodním regionu Ituri.